# NGC 6463

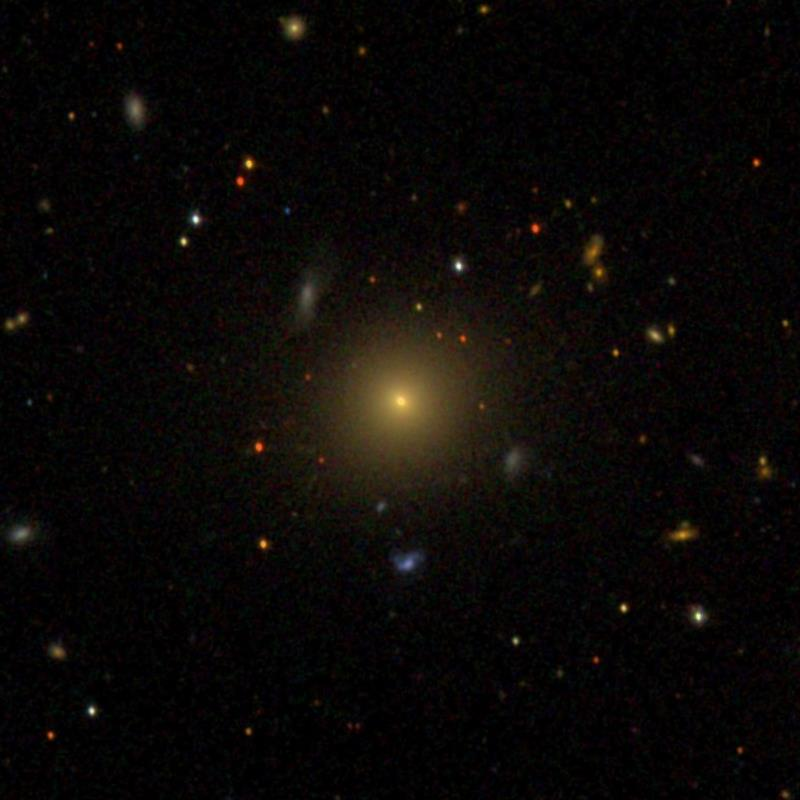
Galáxia NGC 6463.

NGC 6463 é uma galáxia elíptica (E-S0) localizada na direcção da constelação de Draco. Possui uma declinação de +67° 36' 15" e uma ascensão recta de 17 horas, 43 minutos e 34,2 segundos.
A galáxia NGC 6463 foi descoberta em 9 de Julho de 1886 por Lewis A. Swift.